# オーランド・ブリッジマン (第4代準男爵)
第4代準男爵サー・オーランド・ブリッジマン（英語: Sir Orlando Bridgeman, 4th Baronet、1695年7月2日 – 1764年7月25日）は、グレートブリテン王国の政治家。1723年から1727年まで庶民院議員を務めた。

## 生涯
第3代準男爵サー・ジョン・ブリッジマン（1667年8月9日 – 1747年7月21日）と妻アーシュラ（Ursula、旧姓マシューズ（Matthews）、1720年1月31日没、ロジャー・マシューズの娘）の長男として、1695年7月2日にシュロップシャーのスラニブロッドウェルで生まれた。1712年5月28日にオックスフォード大学ニュー・カレッジに入学、1713年にインナー・テンプルに入学した。
妻の父にあたる第2代ブラッドフォード伯爵リチャード・ニューポートの後援を受けて、ホイッグ党員として政界に入り、1722年イギリス総選挙でシュルーズベリー選挙区から出馬した。ブラッドフォード伯爵はシュルーズベリーで影響力を有したが、選挙区の有権者が多かった（1722年時点で約1,900人）ため選挙区を掌握するには至らず、ブリッジマンは725票（得票数4位）でトーリー党候補に約400票の差をつけられて落選した。しかし、庶民院がホイッグ党多数だったため、選挙申し立てでホイッグ党有利の裁定が下された。これにより選挙区の範囲が縮小され、選挙権の規定も実際に選挙区に住む自由市民（resident freemen）に制限されたため、ホイッグ党候補2人の逆転当選が1723年4月に宣告された。
ブリッジマンは議会ではホイッグ党政権側について投票することはなかったとされ、1727年イギリス総選挙にも出馬せず1期で退任した。
1747年7月21日に父が死去すると、準男爵位を継承した。
1764年7月25日に死去、スタッフォードシャーのウェストンで埋葬された。次男ヘンリーが準男爵位を継承した。

## 家族
1719年4月9日、アン・ニューポート（Anne Newport、1752年8月19日没、第2代ブラッドフォード伯爵リチャード・ニューポートの娘）と結婚、4男2女をもうけた。
- ジョン - 早世[5]
- ヘンリー（1725年9月7日 – 1800年6月5日） - 第5代準男爵、初代ブラッドフォード男爵[5]
- ジョージ（1767年12月没） - 生涯未婚[5]
- オーランド - 早世[5]
- メアリー - 生涯未婚[5]
- ダイアナ（1764年1月21日没） - 1763年11月15日、ジョン・ソーブリッジ（英語版）（1732年 – 1795年2月21日）と結婚、子供なし[6]